# Санна траса (Кременець)
Санна траса — санна траса в Кременці. Це єдина в Україні дерев'яна санна траса.
Побудована на початку 1970-х років площею 6 га, довжиною траси: 1157 м, перепадом висот 94 м та 15 поворотами. Максимальна розрахункова швидкість — 112 км/год, максимальний нахил активної частини — 20 %.

## Використання на даний момент
Збудована ще в 1970-ті, свого часу вона була потужною олімпійською базою СРСР, сьогодні ж вражає хіба своєю занедбаністю.
Об'єкт, що перебуває у власності навчально-спортивної бази Кременецької ОДЮСШ «Колос», є діючим, і навіть міжнародні перегони на санко-роликах на ньому досі щороку проводились — правда, в теплу пору року, бо необхідне ідеально рівне снігове покриття взимку забезпечити там неможливо.
Потрібної сучасної техніки також немає, тому працівники бази накидають сніг лопатами вручну і поливають його водою.
Зараз тут тренуються  учні Кременецької дитячо-юнацької спортивної школи «Колос». На думку тренерів, вже з 5 років можна навчати цьому виду спорту.

## Матеріально-технічна база
Нові Санко-ролики придбані на гроші меценатів по 1500 євро за штуку.